# 唐山大地震 (映画)
『唐山大地震』（とうざんだいじしん、英: Aftershock）は、2010年の中国映画。

## 概要
張翎の小説『唐山大地震』（原題: 《余震》）を原作とし、1976年7月28日に起きた唐山地震で引き裂かれた家族の別れと再会を描くドラマ映画。中国では地震からおよそ34年後にあたる2010年7月22日に公開された。6億6505万4300元を稼ぎ、同じ馮小剛監督の『狙った恋の落とし方。』に代わり中国映画歴代1位となった。第83回アカデミー賞外国語映画部門中国代表作品。中国初のIMAX映画。

## キャスト
※吹き替えキャストは試写会時のもの。
- 李元妮（リー・ユェンニー）：徐帆（シュイ・ファン）（日本語吹き替え：高島雅羅）
- 方登（ファン・ドン）：張静初（チャン・チンチュー）（日本語吹き替え: 相武紗季）
- 方達（ファン・ダー）：李晨（リー・チェ）（日本語吹き替え：佐藤拓也）
- 方登（少女）：張子楓（チャン・ツィフォン）（日本語吹き替え：芦田愛菜）
- 方達（少年）：張家駿（チャン・ジアージュン）（日本語吹き替え：磯部蒼太）
- 楊志（ヤン・ジー）：陸毅（ルー・イー）（日本語吹き替え：戸谷公人）
- 方大強（ファン・ダーチアン）：張国強（チャン・グォチアン）（日本語吹き替え：佳月大人）
- 小河（シャオハー）：王子文（ワン・ツィウェン）（日本語吹き替え：楠見藍子）
- 牛（ニウ）：楊立新（ヤン・リーシン）（日本語吹き替え：紺野相龍）
- 祖母：呂中（リン・ジョン）（日本語吹き替え：安芸けい子）
- 叔母：詠梅（ヨン・メイ））（日本語吹き替え：友近）
- 四川地震中の母：劉莉莉（リウ・リーリー）
- 王徳清（ワン・ダーチン）：陳道明（チェン・ダオミン）（日本語吹き替え：佐々木勝彦）
- 董桂蘭（ドン・グイラン）：陳瑾（チェン・ジン）（日本語吹き替え：水野ゆふ）

## 受賞とノミネート
第83回アカデミー賞外国語映画部門中国代表作品に選出されたが、ノミネートは果たしていない。第35回香港国際映画祭が授賞する第5回アジア・フィルム・アワードで作品賞を含む4部門にノミネートされているほか、第30回香港電影金像奨ではアジア映画賞にノミネートされている。ユネスコらが主催する第4回アジア太平洋映画賞では作品賞と男優賞（陳道明）を受賞した。

## 日本での公開
日本配給を担う松竹は当初2011年3月26日に『唐山大地震 -想い続けた32年-』の邦題で本作の公開を予定していた。松竹は3月7日には2月22日にニュージーランドで発生したカンタベリー地震を受け、本作が「アクションやスリルを楽しむ映画ではないこと」などを理由として当初予定の3月26日の公開を変更しない方針を明かした上、3月12日から同社グループが呼びかけた募金や興行収入などを地震に対する救援金として日本赤十字社へ寄付する支援を開始すると発表していたが、3月11日に発生した東日本大震災の被害に鑑みて公開を一旦延期した。また東京の九段会館では3月11、14、15、17日に本作の試写会の開催が予定されていたが、これも3月11日の地震の影響を受け、中止となった。
同社はその後、2014年12月に『唐山大地震』と邦題を変えた上で2015年3月14日の公開を決めたと発表した（字幕版のみの上映と一時発表されたが、多くの劇場スタッフから「少しでも多くのお客様に観ていただくためにも日本語吹き替え版も上映すべきだ」という熱意により最終的には既に完成済みの日本語吹き替え版についても公開されることになった。）。

## 注・出典
1. 1 2  王婉莹 (2010年12月23日). “2010十大内地电影营销-按市场经营的命题作文” (簡体字中国語). 新浪娱乐.  新浪. 2011年3月13日閲覧。
2. ↑  “映画『唐山大地震―想い続けた32年―』の公開について” (PDF).   松竹 (2011年3月7日). 2011年3月13日閲覧。
3. ↑  “映画『唐山大地震』が公開延期”. ぴあ映画生活.  ぴあ (2011年3月14日). 2011年3月14日閲覧。
4. ↑  “試写会中止に関するお知らせ【追加情報あり】”. 映画「唐山大地震」公式サイト.   松竹 (2011年3月11日). 2011年3月13日閲覧。
5. ↑  “「唐山大地震」公開延期から4年　“心の復興”目指し封切り”. 映画.com. (2014年12月1日) 2014年12月5日閲覧。